# Gambia Civil Aviation Authority

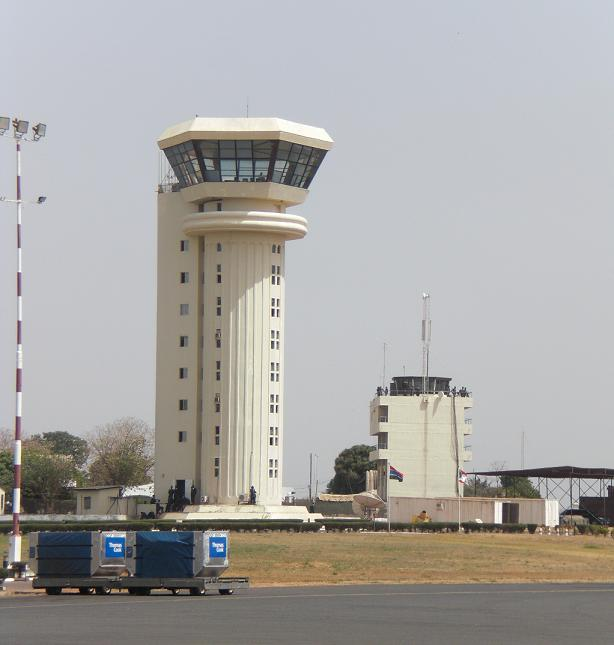
Der Tower des Banjul International Airport

Die Gambia Civil Aviation Authority (GCAA) ist die Luftfahrtbehörde im westafrikanischen Staat Gambia. Das staatliche Unternehmen ist auch der Betreiber des internationalen Flughafens Banjul International Airport in Yundum und ist dafür zuständig, den gambischen Luftraum zu beobachten und nach internationalen Standards zu regeln.
Der Umsatz des im Juli 1991 geschaffenen Unternehmens betrug für das Geschäftsjahr 2005 118 Millionen Dalasi.